# Wilstermarsch
Wilstermarsch er en af fire holstenske marskområder i det nordlige Tyskland, beliggende i Elbmarsken og nordøst for Elben mellem dennes biflod Stör, Kielerkanalen og gestranden i Kreis Steinburg. Området ligger i delstaten Slesvig-Holsten.

## Bebyggelse
Politisk opdelt er Wilstermarsch i kommunen i Amt Wilstermarsch med samme navn og byen Wilster, der ikke hører til det administrative område, men hvor administrationen har sit hjemsted.
Wilstermarsch omfatter kirkelandsbyen Sankt Margarethen og kommunen Brokdorf, som takket være atomkraftværket Brokdorf har en national betydning.

## Landskabet
Med sin beliggenhed 3,54 m under havets overflade er i Neuendorf-Sachsenbande i Wilstermarsch det laveste liggende punkt i Tyskland, hvor det er muligt at færdes til fods. Marsken gennemstrømmes af Wilsterau. Som et landemærke for Wilstermarsch må nævnes vindmøllen i Honigfleth, der tidligere blev anvendt i forbindelse med afvanding.

## Arealanvendelse
Marsken bruges stadig overvejende af landbruget, især til husdyrhold og fortrinsvis rødbrunt kvæg (tysk: Deutsche Rotbunte, Rotbuntes Niederungsvieh or Rotbuntes Niederungsrind). Et velkendt produkt er Wilstermarsch ost.
Mejeridrift og produktion af ost blev indført (i lighed med Krempermarsch og Ejdersted) af hollandske nybyggere, som kom i begyndelsen af det 12. århundrede og igen i det 16. århundrede og bosatte sig i Wilstermarsch. Med deres erfaring og hjælp blev bygget hundredvis af dræningsmøller til at dræne området, der overvejende ligger under havets overflade.
- Stubmølle Honigfleth
- Stubmølle Honigfleth, detalje
- Afvanding af marsken gennem en pumpestation i Honigfleth. I året 2010 blev en Arkimedesskrue opført som demonstrationsobjekt.
- Sachsenbande, delområde Achterhörn, Wilster Au